# 코만도 작전
코만도 작전은 1951년 10월 3일부터 10월 12일까지 6.25 전쟁에서 유엔군사령부 (UN)에 의해 수행된 공세이다. 미국 제1군단 (미국 사단 4개, 영연방 제1사단, 대한민국 육군 제1보병사단 포함)은 제임스타운선을 점령하여 중국인민지원군 (PVA) 제42군, 제47군, 제64군, 제65군의 일부를 섬멸했다. 이 작전은 중국인민지원군이 서울 인근의 유엔 보급선을 차단하는 것을 막았다.
공세는 민덴 작전 동안 새로 형성된 와이오밍 선에서 1951년 10월 3일부터 시작되어 10월 12일에 끝났지만, 와이오밍 선 남쪽의 몇몇 고지는 여전히 중국인민지원군의 수중에 있었다. 이 고지들을 점령하기 위해서는 후속 작전인 폴차지 작전이 필요했다. 이 6 마일 (9.7 km)의 전진 결과, 심하게 손상된 미국 제1기병사단은 재정비를 위해 일본으로 철수했다.
코만도 작전과 폴차지 작전은 16개월 동안 계속된 기동전의 마지막 전투였다. 그 이후 전쟁은 고정 방어선, 참호선, 벙커, 순찰, 유선망 설치 작업, 지뢰밭 등으로 특징지어지는 정체된 전쟁으로 바뀌었는데, 이는 제1차 세계 대전 서부 전선의 1915년~1917년 시기를 연상시켰다. 이 작전에 대한 오스트레일리아군의 참여는 역사학자들에게 제1차 마량산 전투로 알려져 있다.

## 배경
1951년 9월 단장의 능선 전투가 시작된 직후, 미국 제8군 사령관 제임스 밴 플리트 장군과 그의 참모들은 미국 제1군단과 제9군단 부문에서 야심찬 진격 계획을 세웠다. 중요한 철원-금화 철도는 적 포병 사격과 공격에 노출되어 있었기 때문에, 커젤(Cudgel) 계획은 철도선을 보호하고 적군이 전방 진지를 포기하도록 강요하기 위해 와이오밍 선에서 15킬로미터 전진하는 것을 구상했다. 밴 플리트 장군은 중앙 한국의 통신을 개선하는 것 외에도, 10월에 랭글(Wrangle)이라는 이름의 후속 작전을 지원하기 위해 철도를 사용할 계획이었다. 후자 또한 야심찬 계획으로, 이는 동해안에서 수륙 양용 작전을 통해 제8군의 우측 측면에 대항하는 조선인민군 (KPA) 제1군단과 미국 제10군단을 차단하는 것을 목표로 했다. 이 작전이 성공하면 제8군의 전방선은 평강과 고저 사이에 놓이게 될 것이었다. 상륙 부대를 위해 밴 플리트 장군은 미국 해병대 병력을 사용하고 그 뒤를 대한민국 육군 사단이 고저 해변 지역으로 진입하도록 제안했다. 밴 플리트 장군은 이 작전이 계산된 위험이며, 수륙 양용 부대가 금성-고저 도로를 따라 미국 제9군단과 연결하려고 할 때 서측 측면에서 위험한 중국인민지원군/조선인민군 역공을 초래할 수 있음을 솔직히 인정했다.
밴 플리트 장군은 커젤과 랭글에 대한 빠른 결정을 유엔 사령관 매슈 리지웨이 장군에게 요청했지만, 며칠 내에 스스로 이를 폐기했다. 커젤의 예상 비용을 고려한 결과, 그는 9월 말 제1군단 사령관 존 W. 오다니엘 장군이 제출한 대체 계획을 받아들였다. 오다니엘 장군은 제1군단이 겨울철 트럭 운송을 줄여 보급선을 강화할 수 있도록 제임스타운이라는 새로운 방어선으로 10킬로미터 전진하는 겸손한 계획을 제시했다. 제임스타운선은 임진강 서안에서 문산리 북동쪽으로 9 마일 (14 km) 조금 떨어진 곳에서 시작하여, 북동쪽으로 완만하게 곡선을 이루며 사미천 강변의 사미천 마을 (북위 38° 00′ 07″ 동경 126° 52′ 37″ / 북위 38.002°  동경 126.877° )까지 이어졌다. 다음 10 마일 (16 km) 동안 선은 북동쪽으로 이어져 계호동 마을 근처에서 임진강과 다시 합류한 다음, 약 12 마일 (19 km) 동안 욕곡천 남쪽의 고지대를 따라 철원 북서쪽 6 마일 (9.7 km) 지점의 추토소(Chut'oso) 지역에 도달했다. 추토소에서 선은 북동쪽으로 약 10 마일 (16 km) 이어져 철원 북동쪽 약 5 마일 (8.0 km) 지점의 충가산 마을에서 끝났다. 이 선을 따라 주요 지형을 점령하면 연천-철원 계곡 통신선을 적군의 관측 및 포병 사격으로부터 차단하고, 서울-철원-금화 철도 노선 개발을 허용하며, 주저항선(Main Line of Resistance)을 전진시킬 수 있었다. 또한 제1군단의 공세는 적군의 균형을 깨고 제8군 병력이 지루해지는 것을 막을 것이었다.:98
10월은 한국 서부 중부 지역에서 작전하기 좋은 달이었다. 날씨가 보통 건조하여 완전한 항공 지원이 가능했고, 갑작스러운 홍수와 심한 진흙의 문제를 없애주었다. 제1군단 지역의 지형은 서쪽의 저지대부터 중앙의 작고 가파른 언덕, 그리고 군단 경계의 동쪽 가장자리에 있는 낮고 완만한 언덕까지 다양했다. 제1군단 진격 작전인 코만도 작전을 수행하기 위해 오다니엘 장군은 자신의 군단에서 4개 사단을, 그리고 인접한 미국 제9군단에서 1개 사단을 사용하여 군단 경계선을 따라 늘어지는 것을 막을 계획이었다. 군단 서부 측면에서는 박림항 준장이 지휘하는 대한민국 육군 제1보병사단이 와이오밍 선을 떠나 임진강을 건너 개성 방향으로 이동할 예정이었다. 제임스 캐셀즈 장군이 지휘하는 영연방 사단은 대한민국 육군 제1보병사단의 동쪽 측면에 위치하여 사미천과 계호동 사이의 고지대를 점령할 예정이었다. 더 동쪽으로는 토마스 해럴드 소장이 지휘하는 제1기병사단이 계호동과 감골(Kavgol) 사이에서 8 마일 (13 km) 전선에서 북서쪽으로 이동할 예정이었다. 군단 우측 측면에서는 로버트 H. 사울레 소장의 제3보병사단이 철원 북서쪽 6 마일 (9.7 km) 지점의 281고지를 점령하고, 철원 서북서쪽 7 마일 (11 km) 지점의 373고지와 324고지를 점령할 예정이었다. 제3보병사단은 또한 아이라 P. 스위프트 소장이 지휘하는 제9군단의 제25보병사단이 철원 북동쪽 한탄강과 남대천 합류점 북쪽의 방어 가능한 지형을 점령하기 위해 진격하면서 충가산에서 연결될 예정이었다.:98–9
제임스타운선에 도달하려면 중국인민지원군 제65군, 제64군, 제47군, 제42군 등 4개 군의 병력을 격퇴해야 했지만, 밴 플리트 장군이 9월 30일 언론에 언급했듯이, 제8군의 기본 임무는 적군을 찾아내 섬멸하는 것이었다.:99

## 진격

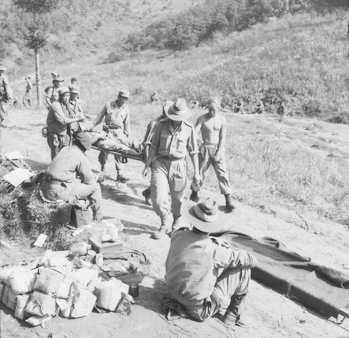
1951년 10월 코만도 작전 중 왕립 오스트레일리아 연대 3대대 (3RAR) 대원들과 국민당 중국군이 오스트레일리아군 부상자를 연대 응급처치소로 데려오고 있다.

10월 3일 작전이 시작되자 중국인민지원군은 제1기병사단 지역에 저항을 집중했다. 대한민국 육군 제1보병사단, 영연방 제1사단, 제3보병사단, 제25보병사단은 할당된 제임스타운선 목표를 점령하기 위해 진격하면서 가벼운 또는 보통의 저항만 만났지만, 제1기병사단 부대들은 매 발걸음마다 전투를 벌여야 했다. 중국인민지원군 제47군 소속 제139사단과 제141사단의 병력은 제1기병사단에 맞서는 중국인민지원군의 주저항선(Main Line of Resistance)을 맡고 있었는데, 이들은 단장의 능선에서 겪었던 것과 유사한 방어 시설, 즉 자동 화기 사격으로 서로를 지원하는 강력한 벙커와 언덕과 능선으로 접근하는 경로를 차단하는 포병 및 박격포 집중 사격을 구축했다. 철조망과 지뢰가 참호와 벙커를 보호했고, 중국인민지원군은 탄약과 보급품을 충분히 비축하고 있었다.:99
해럴드 장군은 좌측 측면에 캐롤 맥폴스 소령이 지휘하는 제70전차대대와 제16정찰중대를 태스크 포스(Task Force)로 운용했다. 태스크 포스 맥의 임무는 임진강 동쪽 강변을 따라 계호동으로 진격하여 영연방 제1사단의 서진과 연계하고 제5기병연대의 좌측 측면을 보호하는 것이었다. 어빙 레어펠드 대령이 지휘하는 제5기병연대와 댄 길머 대령이 지휘하는 제7기병연대는 사단 전면에서 나란히 공격할 예정이었다. 유진 J. 필드 대령이 지휘하는 제8기병연대는 사단 예비대였다. 모든 사단 포병대대가 작전에 참여할 예정이었다. 각각 105mm 및 155mm 곡사포를 보유한 제61야전포병대대와 제82야전포병대대는 제5기병연대를 지원하고, 모두 105mm 곡사포를 보유한 제77야전포병대대와 제99야전포병대대는 제7기병연대를 지원할 예정이었다. 일반 포병 지원을 위해 제1군단은 제1기병사단에 제936야전포병대대 (155mm 곡사포), 제17포병대대 A포대 (8인치 곡사포), 제204야전포병대대 A 및 B포대 (155mm 포)를 지원했다. 이 대대들은 주저항선을 따라 제임스타운선에서 4–6 마일 (6.4–9.7 km) 떨어져 있었다.:99–100
공격이 시작되기 한 시간 전, 제1군단 전선의 포병은 적 방어 진지를 무력화하기 시작했다. 그리고 10월 3일 06:00에 다섯 개 사단이 진격했다. 제1기병사단 지역에서 중국인민지원군의 반응은 즉각적이고 격렬했다. 좌측 측면의 태스크 포스 맥은 강력한 포병 및 박격포 사격과 함께 심한 지뢰 집중 지역을 만났고, 그날이 끝날 때까지 거의 진전이 없었다. 제5기병연대가 연대에 직면한 네 개의 중간 언덕 목표인 222, 272, 346, 287고지를 공격하자 중국인민지원군은 물러나기를 거부했다. 중국인민지원군 병력은 제5기병연대의 세 개 대대가 언덕을 오르려 애쓸 때 포병 및 박격포 사격을 가했으며, 제1군단 포병이 사격을 멈추자마자 중국인민지원군은 전투 진지로 뛰쳐나와 강력한 소화기, 자동 화기, 수류탄 사격을 추가하여 공격을 저지했다. 제3대대의 여섯 차례 시도는 272고지에 발판을 마련했지만, 중국인민지원군의 압력으로 인해 그날 늦게 철수할 수밖에 없었다. 제5기병연대는 222고지에 대해서만 지속적인 성공을 거둘 수 있었다. 제3대대의 정면 공격 후, 중국인민지원군은 언덕을 포기하고 북쪽으로 후퇴해야 했다. 동쪽 제7기병연대 지역의 상황도 매우 유사했다. 제3, 그리스, 제2대대가 나란히 공격하면서, 이들은 418고지와 313고지뿐만 아니라 이 지점에서 뻗어 나가는 능선과 고지대를 점령하려고 시도했다. 그리스 대대와 제2대대 모두 능선에 도달했지만, 이어진 중국인민지원군 역공으로 막대한 인명 피해를 입었고, 어느 누구도 버틸 수 없었다. 치열한 백병전으로 중국인민지원군의 저항 강도가 드러나면서 하루 동안 여러 차례 진지가 주인을 바꿨다. 첫날이 끝날 무렵, 지원 포병은 적에게 15,000발 이상의 포탄을 발사했고, 중국인민지원군은 제2포병사단의 대부분을 투입하여 제1기병사단의 진격을 막는 데 도움을 주었다. 중국인민지원군이 사용 가능한 포병의 대부분을 제1기병사단에 대항하여 사용할 의지가 있었고, 이는 포병들을 직접 지원 및 대포병 역할에 더 과감하게 배치하는 것과 동반되었다. 이 과정에서 중국인민지원군 포병 위치가 드러났고, 곧 제1군단 포병과 제5공군 전투 폭격기 양측의 주목을 받기 시작했다.:100

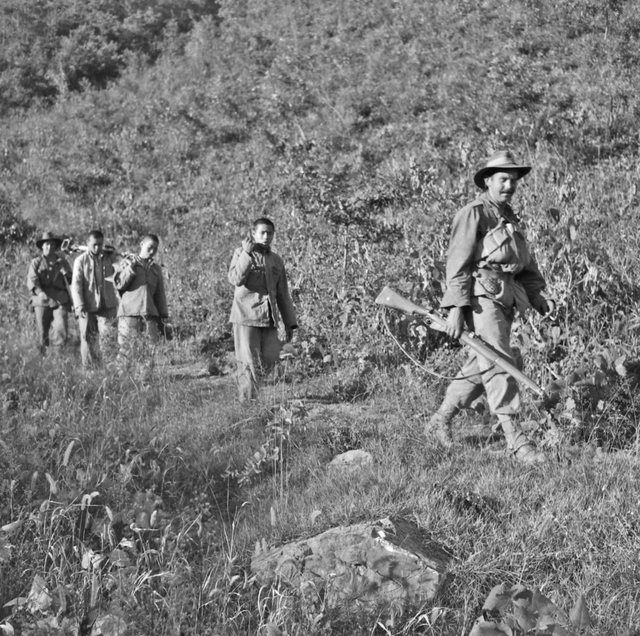
코만도 작전 중 포로로 잡힌 중국군 병사들이 오스트레일리아군 경비병의 호위를 받고 있다.

10월 4일 치열한 전투에도 불구하고 전진은 거의 없었다. 제8기병연대의 일부 병력이 우측의 제7기병연대를 보강하고 418고지 서쪽 능선을 공격했지만, 중국인민지원군은 끈질기게 진지를 고수했다. 격퇴당하면 중국인민지원군은 잃어버린 땅을 되찾기 위해 병력을 아끼지 않았다. 각 중국인민지원군 중대는 10~12정의 기관총과 대량의 수류탄을 사용했다. 후자는 근접 전투가 더욱 치열해지면서 제1기병사단 사상자의 대부분을 차지했다. 그날 중국인민지원군 제140사단의 병력이 제1기병사단의 지속적인 진지 포격으로 큰 타격을 입은 제139사단을 보강하기 위해 이동했다. 욕곡천과 제임스타운선을 향해 진격하던 제1기병사단은 이제 제47군의 대부분과 싸워야 했다.:100–1
중국인민지원군 방어선의 첫 균열은 10월 5일에 발생했는데, 제8기병연대 1대대가 중국인민지원군이 밤사이에 418고지에서 철수했음을 발견했다. 오후가 되자 1대대는 북동쪽으로 1,400 야드 (1,300 m) 떨어진 능선을 정리하고 제15보병연대, 제3사단과 연결할 수 있었다. 그 후 제7기병연대 2대대는 418고지 남서쪽 능선을 따라 이동하여 저항 없이 313고지를 점령했다. 10월 6일, 제8기병연대 2대대는 418고지 서쪽 2,200 야드 (2,000 m) 떨어진 334고지에 대한 공격을 감행했고, 두 차례 시도 끝에 목표를 점령했다. 밤낮으로 이어진 중국인민지원군의 강력한 역공은 격퇴되었다. 334고지 남서쪽 4,000 야드 (3,700 m) 이상 떨어진 287고지에서 제7기병연대 1대대는 정상으로 향하는 길을 뚫고 해질녘에 고지 일부를 점령했다. 10월 5~6일에 포로로 잡힌 전쟁 포로들은 중국인민지원군이 북서쪽으로 5–7,000 야드 (4.6–6,400.8 m) 떨어진 새로운 방어선으로 후퇴하고 있으며, 많은 부대가 공세 초기 단계에서 전멸했으며, 식량과 탄약 비축량도 고갈되고 있다고 보고했다. 10월 7일, 제7기병연대는 287고지 점령을 완료하고 제3대대를 418고지 남서쪽 2 마일 (3.2 km) 조금 떨어진 347고지 점령에 투입했다. 남쪽과 남동쪽에서 공격하여 제3대대는 그날 말에 고지를 정리하기 시작했다. 347고지의 함락은 제1기병사단이 이제 사단 지역 북동쪽 절반의 제임스타운선을 구성하는 고지대를 장악했음을 의미했다.:101
하지만 북동쪽의 돌파구는 제5기병연대 전선에 걸친 중국인민지원군 방어에 즉각적인 영향을 거의 미치지 못했으며, 강력한 벙커 시스템에 대한 포병, 박격포, 전차 사격의 끊임없는 공세는 돌파구를 만들어내지 못했다. 네이팜탄과 1,000파운드 폭탄을 사용한 공습조차도 방어자들에게 거의 영향을 미치지 못했는데, 중국인민지원군은 복잡한 참호 시스템과 수많은 탈출 경로를 구축하여 공습의 대부분 효과를 무력화했기 때문이었다. 많은 경우 마지막 한 명까지 끈질긴 중국인민지원군의 방어는 제1기병사단 병력에게 막대한 피해를 입혔고, 종종 미국 공격 부대가 목표를 달성했지만, 뒤따르는 중국인민지원군의 맹렬한 역공에 저항하기에는 병력이 부족한 상황을 초래했다. 346, 230, 272고지에 대한 8일간의 공격 후에도 중국인민지원군은 여전히 물러서기를 거부했다. 그러나 그들이 견뎌낸 끊임없는 피해와 병력 및 탄약 비축량의 소모는 분명히 드러나기 시작했다. 10월 12일 밤, 중국인민지원군은 272고지를 포기했고, 필드 대령의 제8기병연대 병력은 다음 날 접촉 없이 점령했다.:101

## 그 후
272고지 통제는 중국인민지원군의 남은 방어선에서 핵심적인 고지인 346고지로 가는 동쪽 접근로를 열었다. 10월 15일, 폴차지 작전이라는 새로운 작전 계획이 실행되었다.:101–2

## 같이 보기
- 제1차 마량산 전투 (1951년 10월 3일 – 8일)
- 학당리 전투 (1951년 10월 9일 – 13일)

## 참조
- Blair, Clay (1987). 《The Forgotten War: America in Korea 1950–1953》. Times Books.
- Horner (ed), David (2008). 《Duty First: A History of the Royal Australian Regiment. Second Edition》. Crows Nest: Allen & Unwin. ISBN 978-1-74175-374-5.
- Hermes, Walter (1992). 《United States Army in the Korean War: Truce Tent and Fighting Front》. United States Army Center of Military History. 97–8쪽. ISBN 9781410224842. 2012년 9월 21일에 원본 문서에서 보존된 문서.